# Hemangioma congênito rapidamente involutivo
Um hemangioma congênito rapidamente involutivo (também conhecido como "hemangioma congênito não progressivo") é uma condição cutânea caracterizada por um hemangioma congênito totalmente desenvolvido no nascimento.

## Referência
1. 1 2   Rapini, Ronald P.; Bolognia, Jean L.; Jorizzo, Joseph L. (2007). Dermatology: 2-Volume Set. St. Louis: Mosby. ISBN 1-4160-2999-0.